# Basaltbach
Koordinaten: 62° 10′ 0″ S, 58° 58′ 0″ W
Der Basaltbach ist ein kurzer Bach auf der Fildes-Halbinsel von King George Island, der größten der Südlichen Shetlandinseln.
Er ist der nördlichste von drei Zuflüssen der Bothy Bay (auf der deutschen Karte von 1984 als „Seebärenbucht“ beschriftet), einer kleinen Bucht der Drakestraße an der Westküste der Halbinsel. Er fließt in westlicher Richtung auf die Bucht zu, in die er nur wenig nördlich des Schneebachs einmündet, welcher zusammen mit dem Seebärenbach den Schneesee entwässert.
Im Rahmen zweier deutscher Expeditionen zur Fildes-Halbinsel in den Jahren 1981/82 und 1983/84 unter der Leitung von Dietrich Barsch (Geographisches Institut der Universität Heidelberg) und Gerhard Stäblein (Geomorphologisches Laboratorium der Freien Universität Berlin) wurde der Bach zusammen mit zahlreichen weiteren bis dahin unbenannten geographischen Objekten der Fildes-Halbinsel neu benannt und dem Wissenschaftlichen Ausschuss für Antarktisforschung (Scientific Committee on Antarctic Research, SCAR) gemeldet.